# Nationaal park Tankwa Karoo
Nationaal Park Tankwa Karoo is een wetenschappelijk nationaal park van Zuid-Afrika. Het park ligt zo'n 70 kilometer ten westen van Sutherland, in de buurt van de grens tussen de Noord-Kaap en de West-Kaap. Het park is tot Nationaal park verklaard in 1986.
Het park is gelegen in een van de droogste regio's van Zuid-Afrika, met zo'n 50 tot 70 mm regen per jaar.

## Fauna
Dit zijn de meest voorkomende, en wellicht ook de bekendste, dieren die in het park voorkomen:

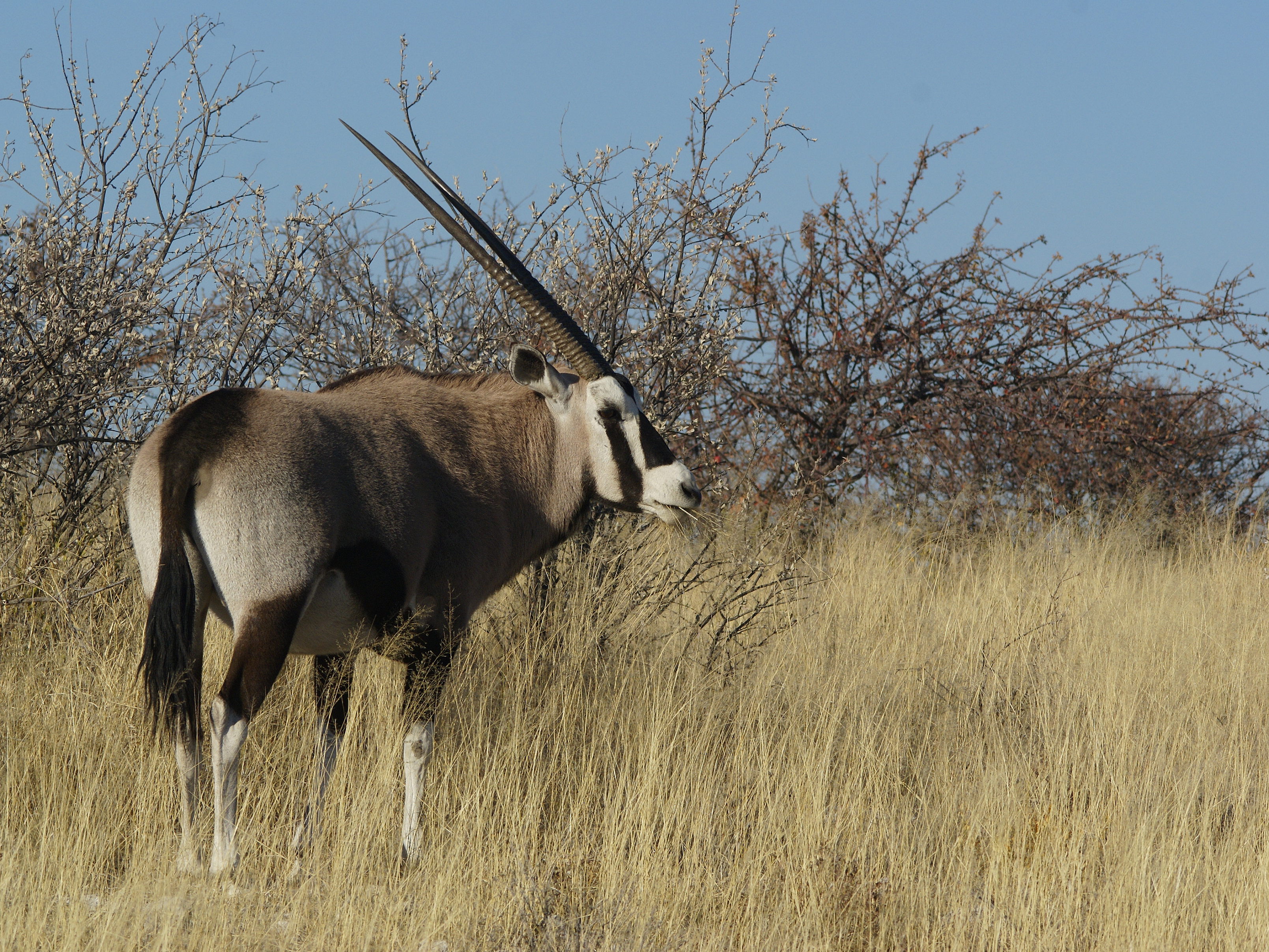
Gemsbok
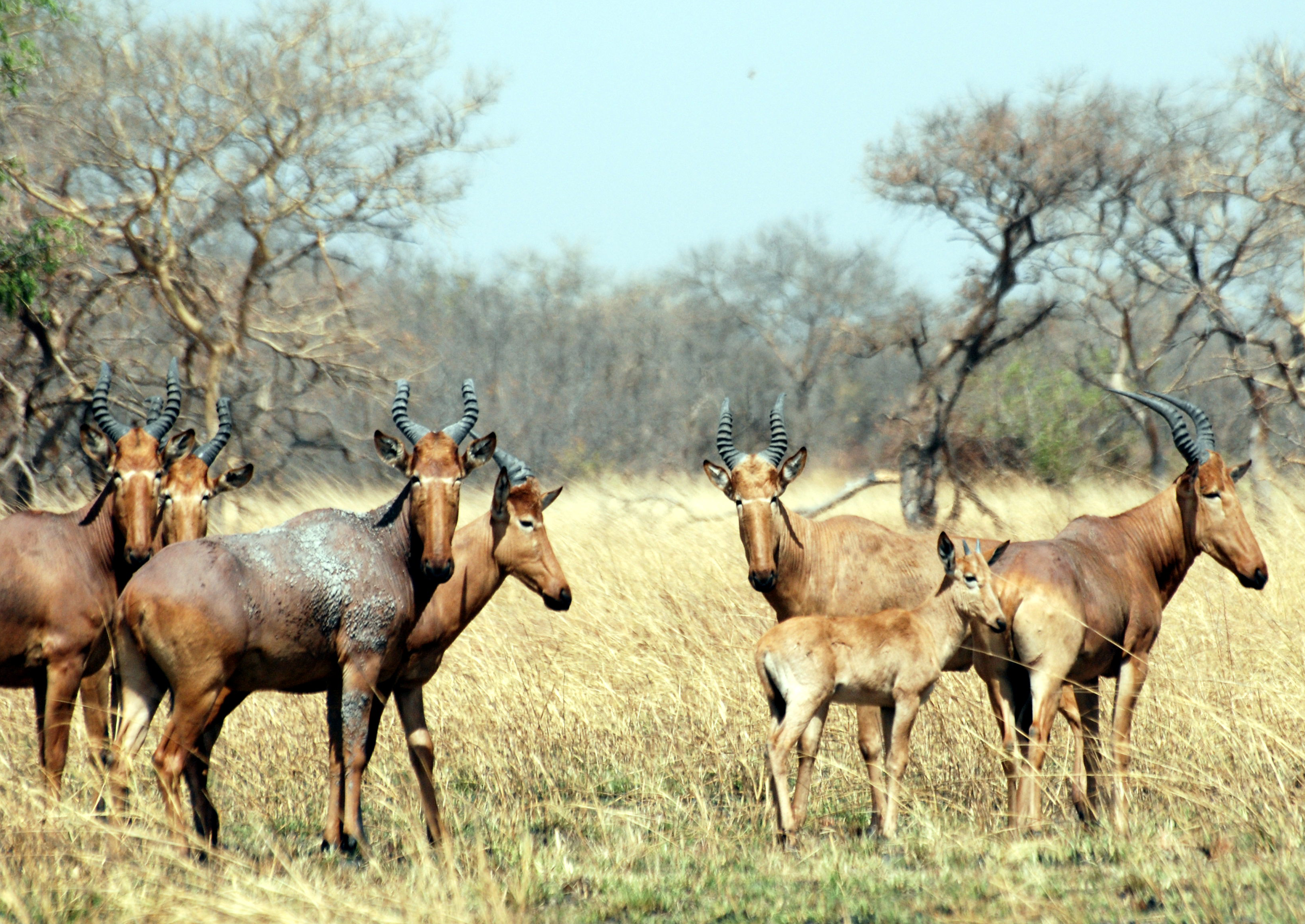
Rode hartebeesten
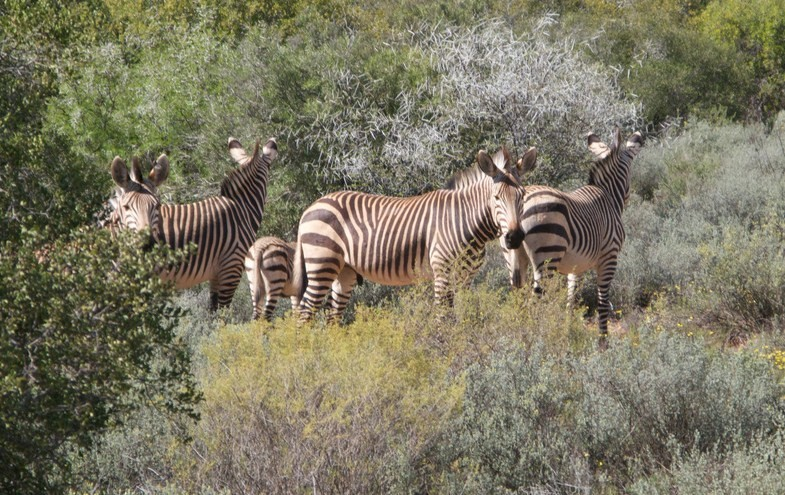
Kaapse Bergkwagga
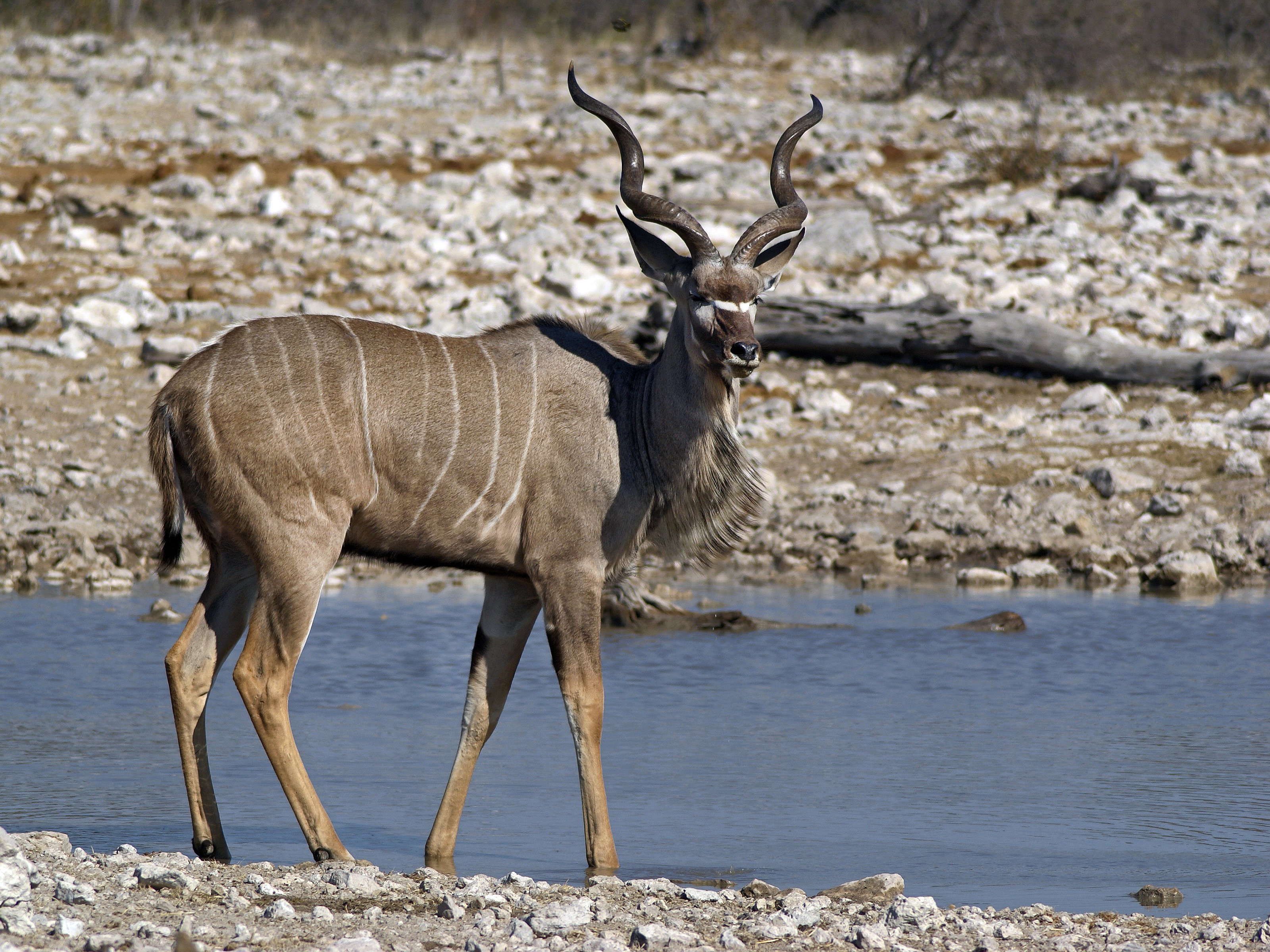
Koedoe
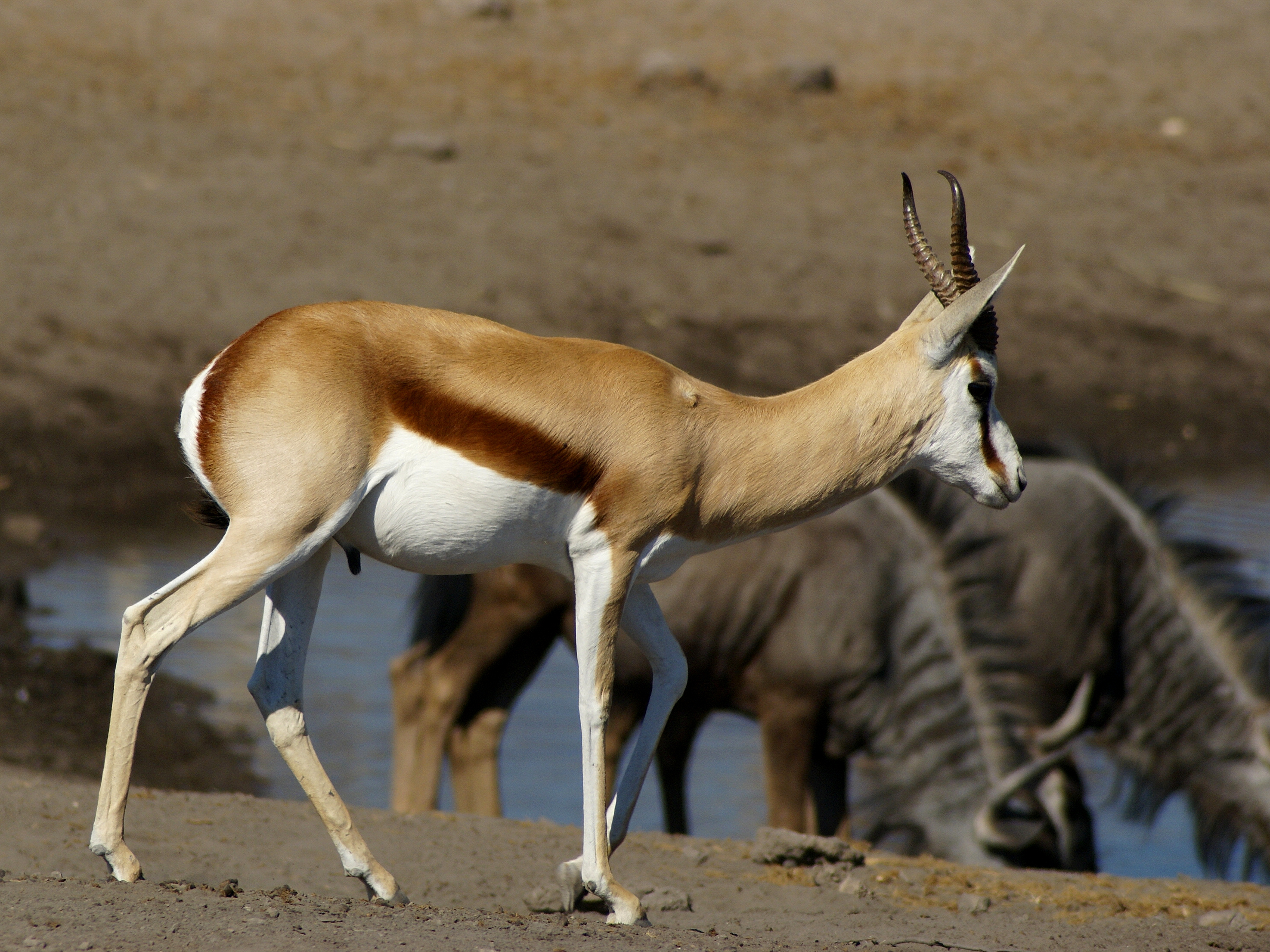
Springbok
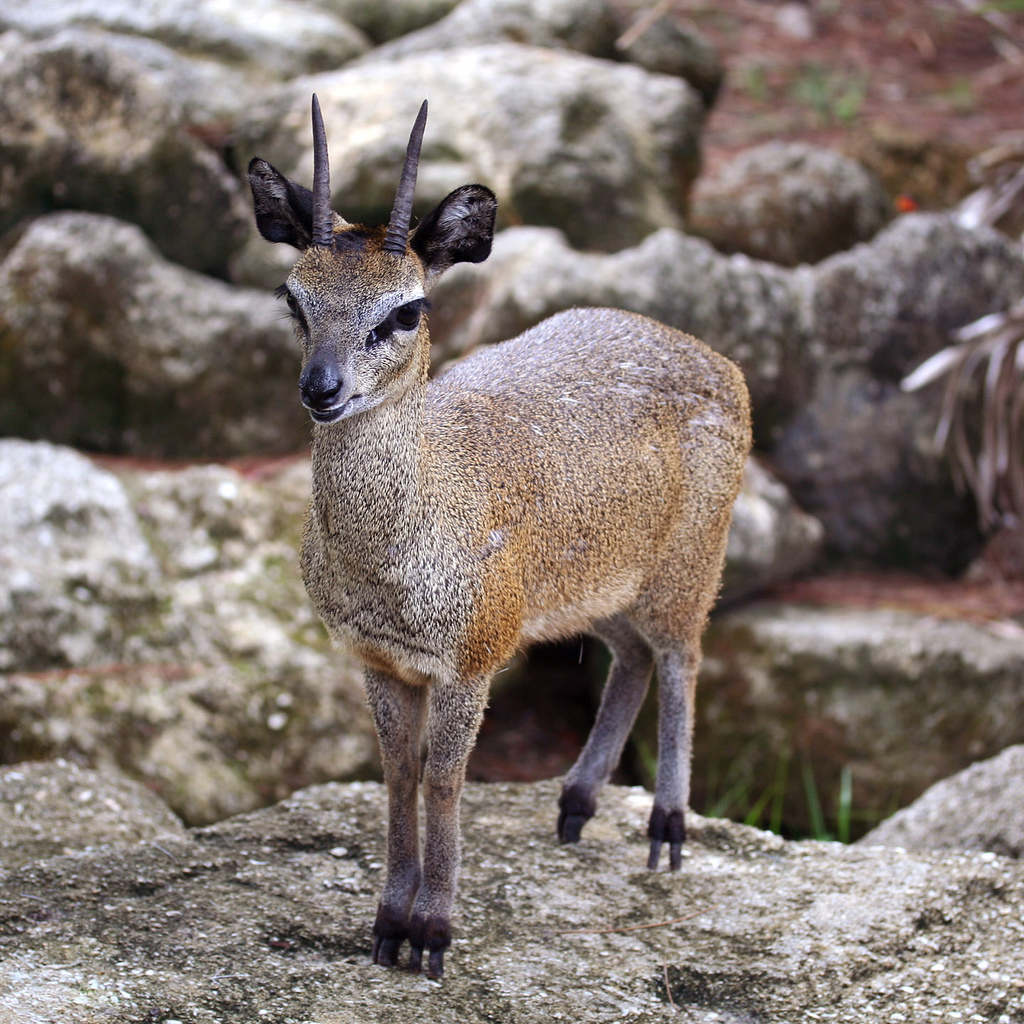
Klipspringer
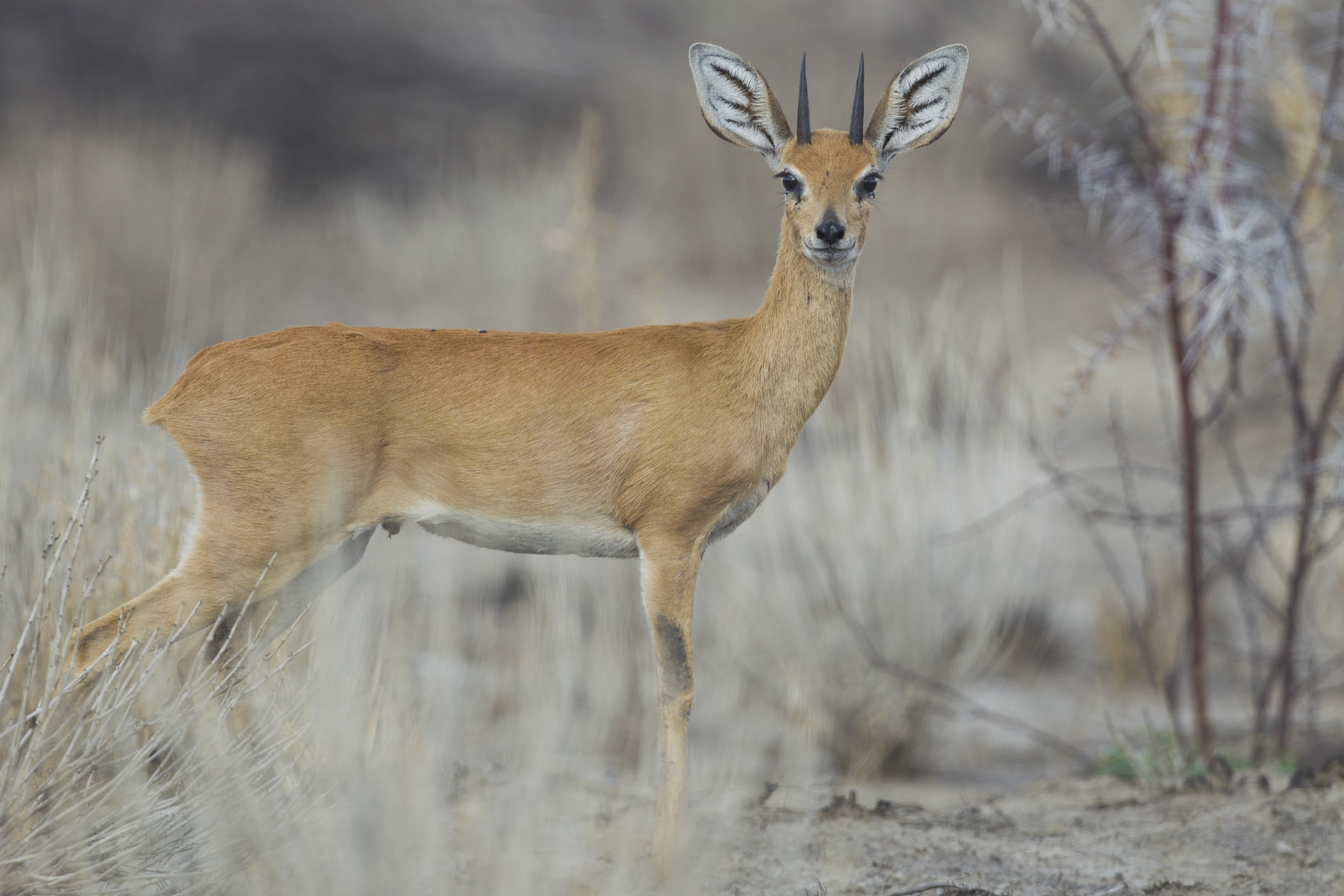
Steenbok
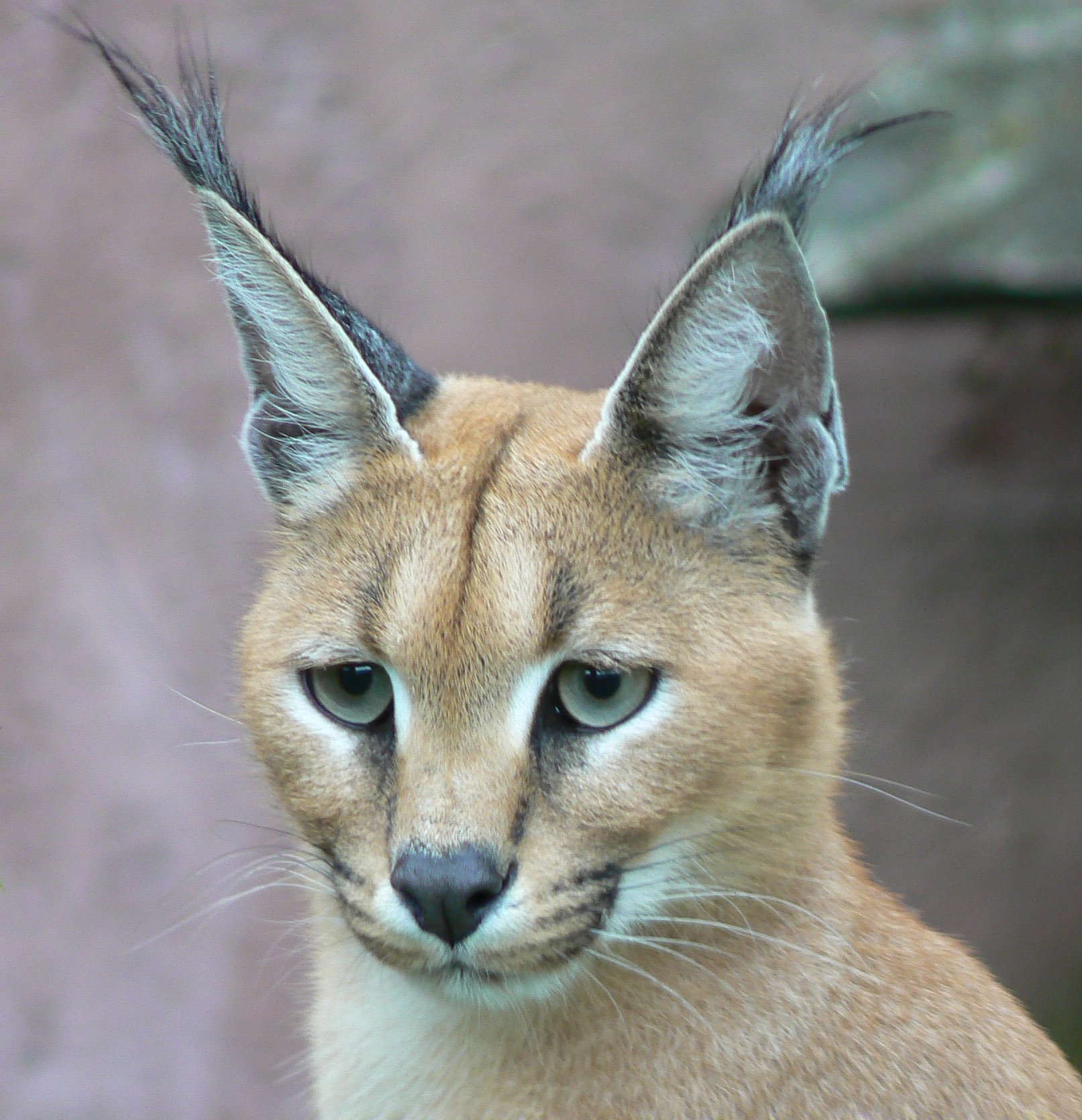
Caracal
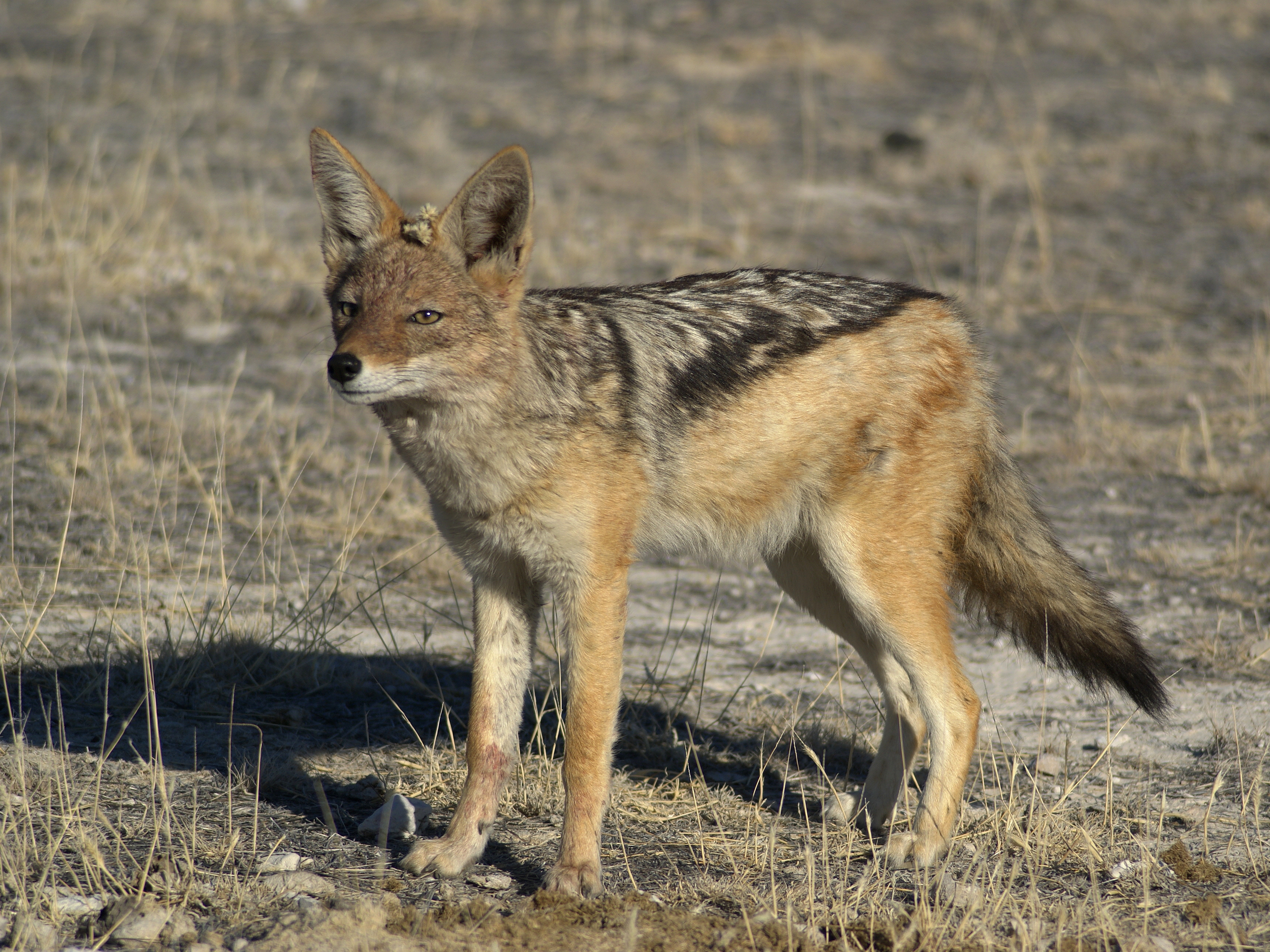
Zadeljakhals
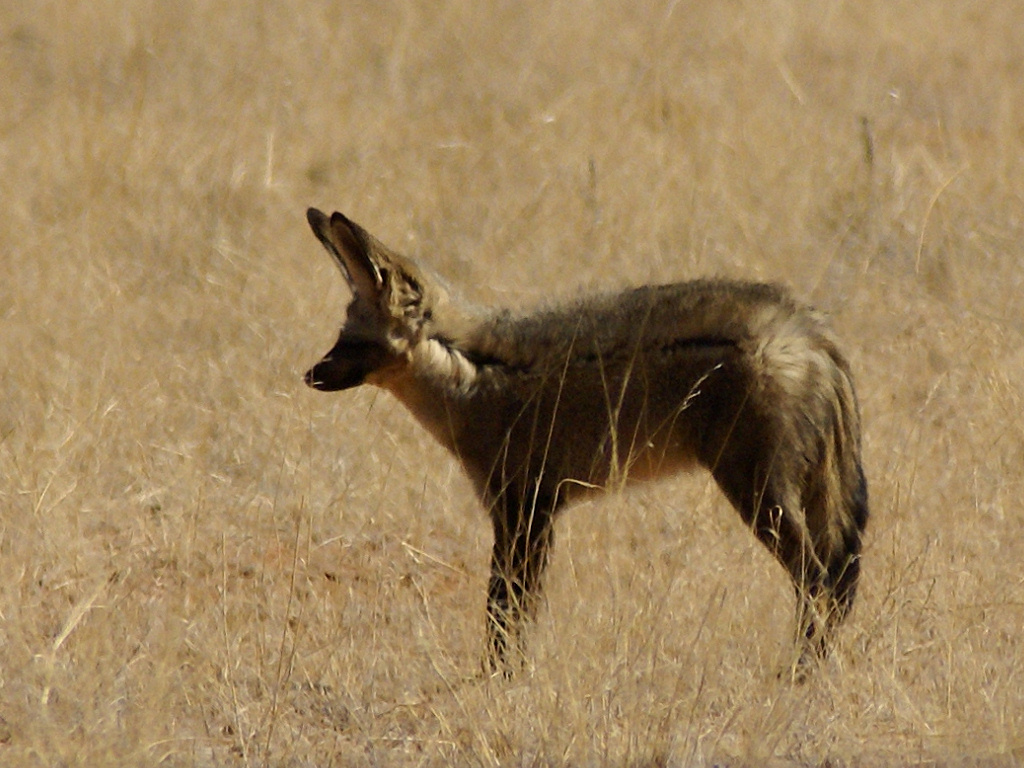
Grootoorvos
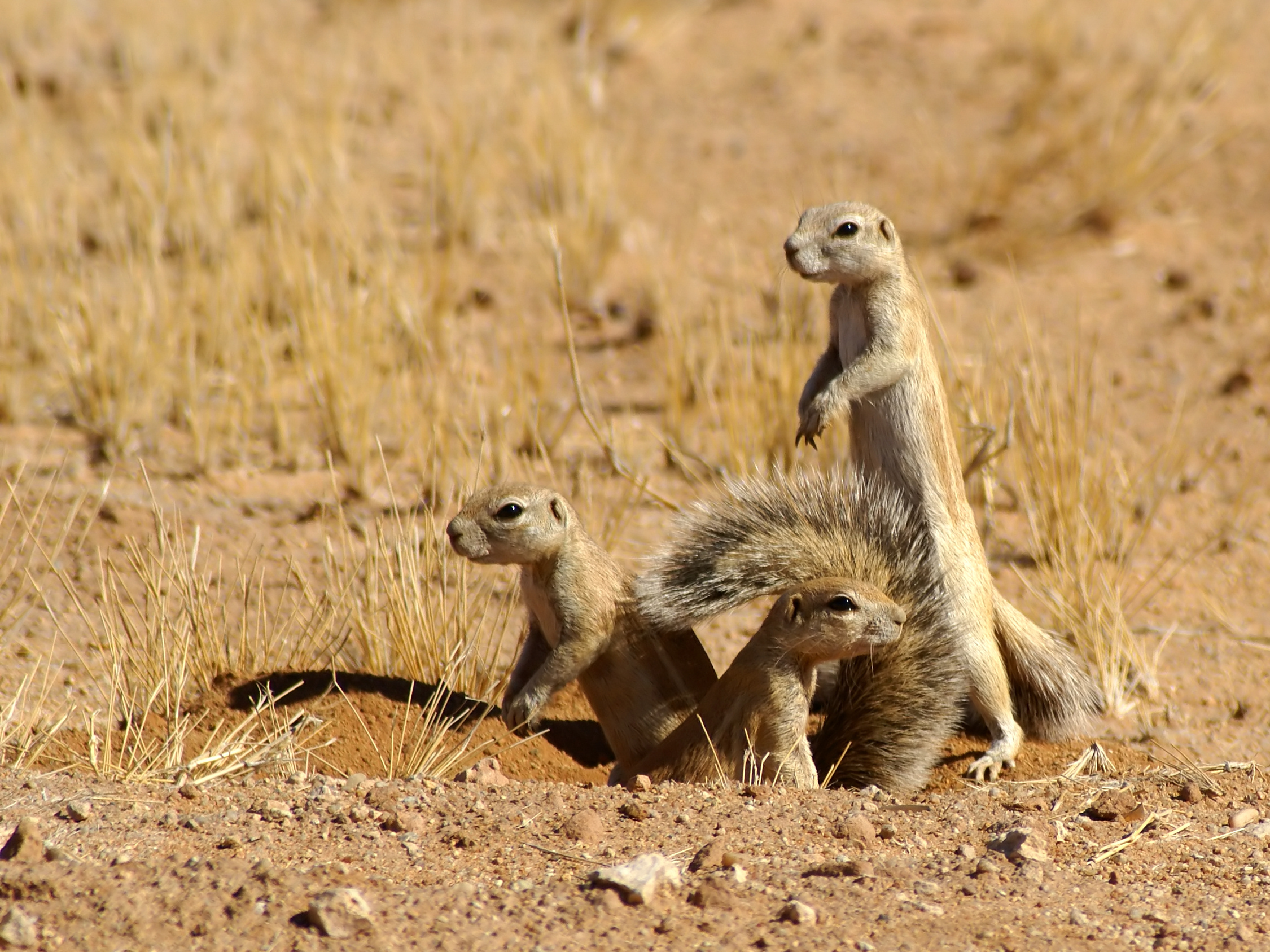
Kaapse grondeekhoorn.
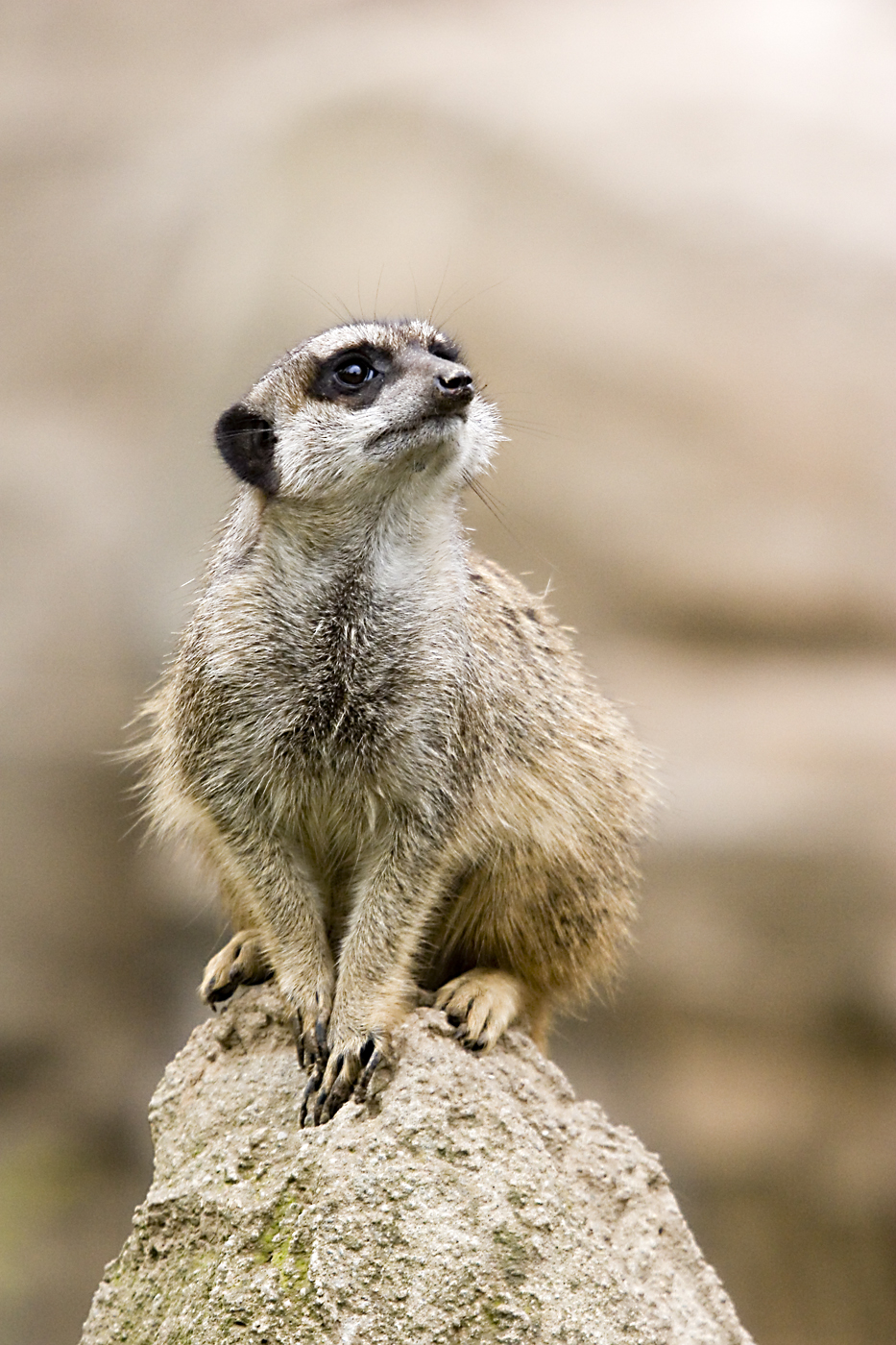
Stokstaartje

Addo Elephant ·
Agulhas ·
Ai-Ais/Richtersveld ·
Augrabies ·
Bergkwagga/Mountain Zebra ·
Bontebok ·
Tuinroete ·
Golden Gate Hoogland ·
Kamdeboo ·
Karoo ·
Kgalagadi ·
Kruger ·
Mapungubwe ·
Marakele ·
Meerkat ·
Mokala ·
Namakwa ·
Tafelberg ·
Tankwa Karoo ·
Weskus